# Ayşe Hafsa
Ayşe Hafsa, pełne imię: Devletlu İsmetlu Ayşe Hafsa Valide Sultan Aliyyetü'ş-Şân Hazretleri; osm. عائشه حفصه سلطان; ur. 5 grudnia 1479, zm. 19 marca 1534 – była pierwszą Valide Sultan Imperium Osmańskiego, żoną Selima I i matką Sulejmana Wspaniałego. W okresie między wstąpieniem na tron jej syna Sulejmana w 1520 roku, a swoją śmiercią w 1534 roku, była jedną z najbardziej wpływowych osobistości w imperium i de facto koregentką swojego syna. W ciągu tych 14 lat była drugą osobą tylko w stosunku do władcy, co było zauważane również przez ambasadorów państw europejskich na dworze osmańskim.

## Pochodzenie
Chociaż data urodzenia sułtanki Ayşe Hafsy jest znana, to historycy dyskutują, czy była córką Mengli Gireja.
Zgodnie z alternatywną teorią córka Mengli Gireja, chana krymskiego, była pierwszą żoną Selima I, znaną jako Ayşe Hatun, a więc macochą Sulejmana Wspaniałego. Ayşe Hafsa bywa mylona z nią i Ayeshą Begum, żoną Mehmeda, brata Selima I. W 1511 roku znalazła się w haremie sułtana Selima I, kiedy był jeszcze gubernatorem Amasyi, zapewniając mu, w osobie swojego potężnego ojca, cennego sprzymierzeńca w walce o tron.

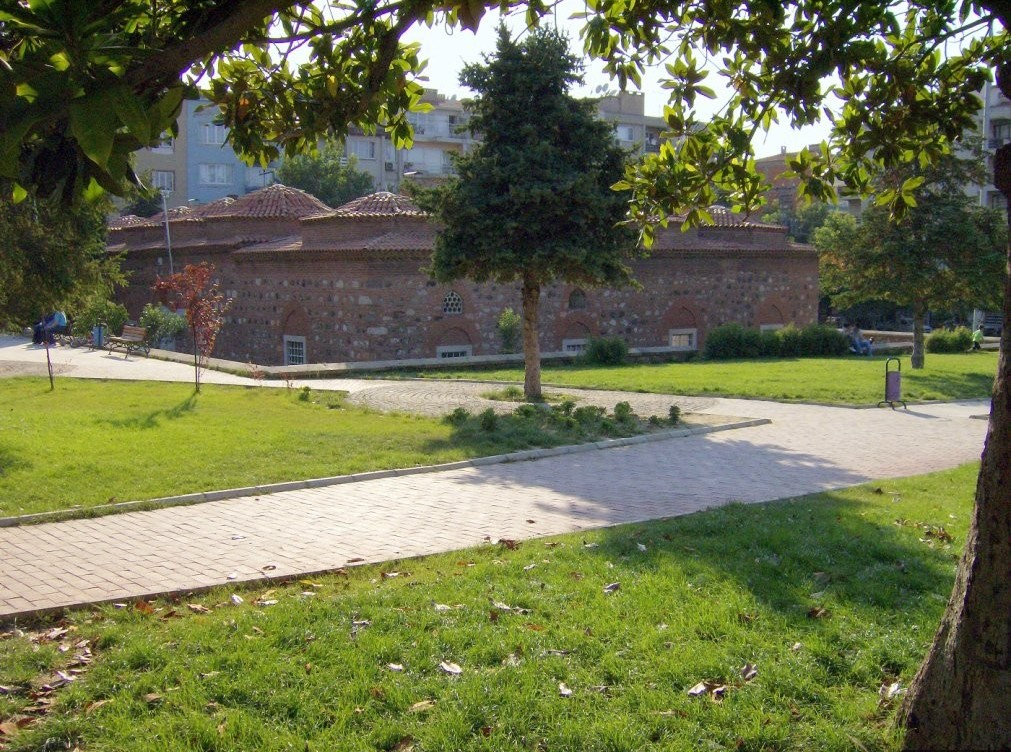
Hospicjum, znane bardziej jako szpital psychiatryczny, zbudowane przez Ayşe Hafsę w Manisie, w Turcji.

## Życiorys
Przebywając w Manisie, mieście w zachodniej Turcji będącym tradycyjną rezydencją osmańskich następców tronu (şehzade), gdzie odbywali rodzaj stażu przed przyszłym panowaniem, wraz z synem, który zarządzał regionem w latach 1513–1520, Ayşe Hafsa zainicjowała w Manisie tzw. „Mesir Festival”, miejscową tradycję kontynuowaną do dziś. Wybudowała również wielki kompleks składający się z meczetu, szkoły podstawowej, szkoły wyższej i hospicjum.
Była również pierwszą kobietą z dworu sułtańskiego, w stosunku do której używano tytułu „sultan” po imieniu własnym, zastępując nim tytuł „hatun”. Jego użycie podkreślało osmańską koncepcję suwerennej władzy jako „przywileju rodziny”. Dlatego też tytuł valide hatun (tytuł żyjącej matki panującego sułtana osmańskiego przed XVI wiekiem) zmieniono na valide sultan, tak więc Ayşe Hafsa została pierwszą Valide Sultan. Jej czasy zapowiadały rosnące znaczenie matki sułtana i wzrost jej udziału we władzy. Po urodzeniu syna Sulejmana w dniu 6.11.1494 w Trabzonie, urodziła jeszcze trzy córki: Hatice, Fatmę i Hafsę.

## Miejsce pochówku
Ayşe Hafsa Sultan zmarła w marcu 1534 roku i została pochowana niedaleko swojego męża w mauzoleum za ścianą kibli meczetu Yavuz Selim w stambulskiej dzielnicy Fatih. Mauzoleum zostało poważnie zniszczone w wyniku trzęsienia ziemi w 1884 roku, a prace rekonstrukcyjne rozpoczęte w pierwszych latach XX wieku, zostały przerwane i jej grobowiec wygląda teraz zdecydowanie prościej od pierwotnej wersji.

## W kulturze
Ayşe Hafsa jest jedną z postaci w tureckim serialu Wspaniałe stulecie. Zagrała ją Nebahat Çehre.